# Kapspringhöna
Kapspringhöna (Turnix hottentottus) är en utrotningshotad  vadarfågel i familjen springhöns, endemisk för västra Kapprovinsen i Sydafrika. Den är diskret i sina vanor och mycket lite är känt om dess ekologi.

## Utseende och läte
Kapspringhönan är en mycket liten och satt springhöna som mäter 14–16 cm och väger 40–50 gram. Den har mycket kort stjärt och korta, rundade vingar. Den har vit buk, ljust rödbrun hals och huvud, kraftigt vattrad kroppssida i rödbrunt, vitt och svart. Ovansidan är vattrad i brunt där den ljusa brämen på handpennorna bildar ett kryptiskt mönster. De övre vingtäckarna är ljust sandfärgade. Övergumpen och ovansidan stjärten är svartaktig, vilket kontraster kraftigt med resten av ovansidan när den flyger. Lätet är ett lågt "hoom hoom hoom" med mycket korta pauser emellan.

## Utbredning och systematik
Kapspringhöna förekommer enbart i Kapprovinsen i södra Sydafrika. Tidigare behandlades savannspringhöna (Turnix nanus) som underart till hottentottus.

## Ekologi
| Kapspringhöna förekommer bara i två mycket speciella habitat som endast förekommer i Kapprovinsen. Det ena är en buskmark i bergen som kallas fynbos och det andra är en strandbuskmark som kallas strandveld. |  | Kapspringhöna förekommer bara i två mycket speciella habitat som endast förekommer i Kapprovinsen. Det ena är en buskmark i bergen som kallas fynbos och det andra är en strandbuskmark som kallas strandveld. |
| Kapspringhöna förekommer bara i två mycket speciella habitat som endast förekommer i Kapprovinsen. Det ena är en buskmark i bergen som kallas fynbos och det andra är en strandbuskmark som kallas strandveld. |  | |

Den uppträder ofta ensam, men kan förekomma i par under häckningssäsongen. De lever i en buskvegetation som kallas fynbos i bergsområden, där den föredrar områden med lågt, glesväxande gräs ur familjen Restionaceae. Om vegetionen blir för tät kan den lämna området, vilket möjligen skapar lokala populationsrörelser som följer brandcykler. Den förekommer även i strandbuskmark, så kallade strandveld. Det finns observationer som indikerar att den häckar i september till december.

## Status och hot
Kapspringhönans bestånd uppskattas till mellan drygt 22 000 och knappt 89 000 vuxna individer. Den tros minska i antal till följd av habitatförlust. Internationella naturvårdsunionen IUCN kategoriserar den som livskraftig.